# Dahm (Finnentrop)
Forsthaus Dahm gehört zur Gemeinde Finnentrop. Es liegt an der westlichen Grenze zur Stadt Attendorn oberhalb des Ahauser Stausees. Die Gemeinde Finnentrop gehört zum Kreis Olpe im Sauerland. Das Forsthaus mit den umliegenden Flächen sowie die Kapelle St. Anna gehören heute zum Schloss Ahausen. Zum 31. Dezember 2018 hatte Dahm sechs Einwohner.

## Geschichte

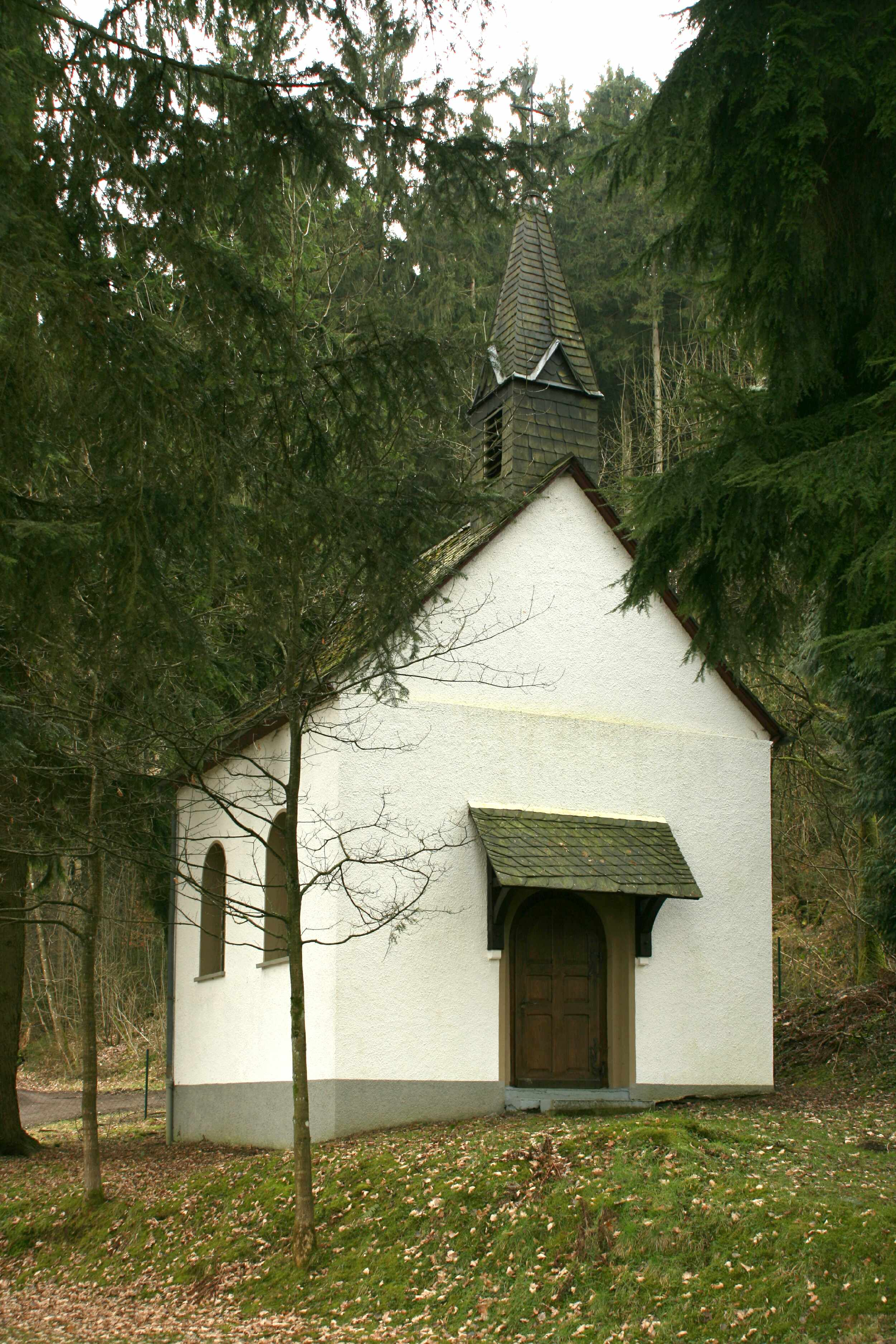
Kapelle St. Anna, Forsthaus Dahm

Nachdem die Edelherren von Bilstein im Jahre 1363 ohne Erben im Mannesstamme ausstarben, zog Graf Engelbert III. von der Mark die Herrschaft Bilstein als erledigtes Mannlehen ein, jedoch ohne die Städte Drolshagen, Olpe und Attendorn sowie die Rittergüter an der unteren Lenne und die Güter der Vögte von Elspe. Die neue Grenze der Herrschaft Bilstein führte von oberhalb der Burg Schnellenberg kommend, das Leimer Seiffen herunter bis an die Bigge, diese entlang der Dähmer Felder und längs des Schlosses Ahausen bis auf die Ahauser Brücke.
Demnach war der Hof Dahm auf Bilsteiner Seite, Schloss Ahausen auf Attendorn-Elsper Seite gelegen; der Biggefluss bildete die neue „Landesgrenze“. Die zugehörigen Landwehren bzw. Reste hiervon sind heute noch in Teilstrecken am Leimer Seiffen und am Steilufer oberhalb des Ahauser Stausees zu finden.